# Kreissparkasse Rhein-Hunsrück
Die Kreissparkasse Rhein-Hunsrück ist eine rheinland-pfälzische Sparkasse mit Sitz in Simmern. Sie ist eine Anstalt des öffentlichen Rechts und entstand am 1. Januar 1975 aus der Fusion der Kreissparkassen St. Goar und Simmern.

## Organisationsstruktur
Das Geschäftsgebiet der Kreissparkasse Rhein-Hunsrück umfasst den Rhein-Hunsrück-Kreis, welcher auch Träger der Sparkasse ist. Rechtsgrundlagen sind das Sparkassengesetz für Rheinland-Pfalz und die Satzung der Sparkasse. Organe der Sparkasse sind der Verwaltungsrat und der Vorstand.
Die Kreissparkasse Rhein-Hunsrück ist Mitglied des Sparkassenverbandes Rheinland-Pfalz und über diesen auch im Deutschen Sparkassen- und Giroverband.

## Geschäftszahlen
Die Kreissparkasse Rhein-Hunsrück wies im Geschäftsjahr 2023 eine Bilanzsumme von 2,201 Mrd. Euro aus und verfügte über Kundeneinlagen von 1,682 Mrd. Euro. Gemäß der Sparkassenrangliste 2023 liegt sie nach Bilanzsumme auf Rang 222. Sie unterhält 15 Filialen/Selbstbedienungsstandorte und beschäftigt 345 Mitarbeiter.

## Sparkassen-Finanzgruppe
Die Kreissparkasse Rhein-Hunsrück ist Teil der Sparkassen-Finanzgruppe und gehört damit auch ihrem Haftungsverbund an. Er sichert den Bestand der Institute und sorgt dafür, dass sie auch im Fall der Insolvenz einzelner Sparkassen alle Verbindlichkeiten erfüllen können. Die Sparkasse vermittelt Bausparverträge der regionalen Landesbausparkasse, offene Investmentfonds der Deka und Versicherungen der Provinzial Rheinland. Im Bereich des Leasing arbeitet die Kreissparkasse Rhein-Hunsrück mit der  Deutschen Leasing zusammen. Die Funktion der Sparkassenzentralbank nimmt die Landesbank Baden-Württemberg wahr.

## Geschichte
Die Vorläuferinstitute der heutigen Kreissparkasse Rhein-Hunsrück sind die am 1. August 1857 gegründete Kreis-, Spar- und Darlehenskasse in Simmern sowie die am 1. August 1860 gegründete Kreissparkasse St. Goar in Boppard.
Beide Institute fusionierten am 1. Januar 1975 zur heutigen Kreissparkasse Rhein-Hunsrück.